# Roller Hockey International 1997
Die Saison 1997 war die fünfte Spielzeit der Roller Hockey International. Die reguläre Saison wurde von den zehn Teams in den Sommermonaten ausgetragen. Es waren 24 Spiele zu absolvieren, die besten acht Teams qualifizierten sich für die Play-offs. Der fünfte Murphy-Cup-Sieger wurden die Anaheim Bullfrogs, die sich in der Best-of-Three-Finalserie gegen die New Jersey Rockin’ Rollers mit 2–0 durchsetzten.

## Änderung der Teams
Folgende Änderungen gab es vor der Saison:
- Die Denver Daredevils, Long Island Jawz, Minnesota Arctic Blast, Philadelphia Bulldogs, San Diego Barracudas und die Vancouver Voodoo lösten sich auf.
- Die Oakland Skates und die Oklahoma Coyotes traten aus der Liga aus, bestanden aber weiterhin.
- Die Empire State Cobras wurden zu den Buffalo Wings.
- Die Ottawa Loggers nannten sich in Ottawa Wheels um.

## Reguläre Saison

### Abschlusstabellen
Abkürzungen: Sp = Spiele, S = Siege, N = Niederlagen, OTN = Niederlage nach Overtime oder Shootout, T = Erzielte Tore, GT = Gegentore, SM = Strafminuten, Pkt = Punkte
Erläuterungen: In Klammern befindet sich die Endplatzierung nach der regulären Saison,
      = Playoff-Qualifikation
| Eastern Conference             | Sp | S  | N  | OTN | T   | GT  | SM  | Pkt |
| ------------------------------ | -- | -- | -- | --- | --- | --- | --- | --- |
| Orlando Jackals (1)            | 24 | 20 | 4  | 0   | 229 | 145 | 513 | 40  |
| New Jersey Rockin’ Rollers (2) | 24 | 16 | 8  | 0   | 195 | 174 | 625 | 32  |
| Montreal Roadrunners (7)       | 24 | 9  | 10 | 5   | 161 | 164 | 679 | 23  |
| Ottawa Wheels (8)              | 24 | 10 | 12 | 2   | 162 | 181 | 304 | 22  |
| Buffalo Wings                  | 24 | 6  | 18 | 0   | 127 | 208 | 530 | 12  |

| Western Conference     | Sp | S  | N  | OTN | T   | GT  | SM  | Pkt |
| ---------------------- | -- | -- | -- | --- | --- | --- | --- | --- |
| San Jose Rhinos (3)    | 24 | 15 | 7  | 2   | 175 | 148 | 553 | 32  |
| Anaheim Bullfrogs (4)  | 24 | 15 | 9  | 0   | 173 | 156 | 435 | 30  |
| Los Angeles Blades (5) | 24 | 11 | 8  | 5   | 166 | 155 | 405 | 27  |
| St. Louis Vipers (6)   | 24 | 12 | 10 | 2   | 174 | 169 | 339 | 26  |
| Sacramento River Rats  | 24 | 6  | 16 | 2   | 123 | 185 | 438 | 14  |

## Murphy-Cup-Playoffs
| Viertelfinale | Viertelfinale              | Viertelfinale              |         |                            | Halbfinale | Halbfinale | Halbfinale |  |  | Murphy Cup Finale | Murphy Cup Finale | Murphy Cup Finale |
|               |                            |                            |         |                            |            |            |            |  |  |                   |                   |                   |
| 8             | Ottawa Wheels              | 3, 3                       |         |                            |            |            |            |  |  |                   |                   |                   |
| 1             | Orlando Jackals            | 13, 11                     |         |                            |            |            |            |  |  |                   |                   |                   |
| 1             | Orlando Jackals            | 13, 11                     | 1       | Orlando Jackals            | 2, 7, 0    |            |            |  |  |                   |                   |                   |
|               |                            |                            | 1       | Orlando Jackals            | 2, 7, 0    |            |            |  |  |                   |                   |                   |
|               | 2                          | New Jersey Rockin’ Rollers | 8, 6, 1 |                            |            |            |            |  |  |                   |                   |                   |
| 7             | 2                          | New Jersey Rockin’ Rollers | 8, 6, 1 | Montreal Roadrunners       | 4, 5       |            |            |  |  |                   |                   |                   |
| 7             |                            |                            |         | Montreal Roadrunners       | 4, 5       |            |            |  |  |                   |                   |                   |
| 2             | New Jersey Rockin’ Rollers | 7, 5                       |         |                            |            |            |            |  |  |                   |                   |                   |
| 2             | New Jersey Rockin’ Rollers | 7, 5                       | 2       | New Jersey Rockin’ Rollers | 4, 5       |            |            |  |  |                   |                   |                   |
|               |                            |                            |         | New Jersey Rockin’ Rollers | 4, 5       |            |            |  |  |                   |                   |                   |
|               | 4                          | Anaheim Bullfrogs          | 12, 9   |                            |            |            |            |  |  |                   |                   |                   |
| 6             | 4                          | Anaheim Bullfrogs          | 12, 9   | St. Louis Vipers           | 9, 6, 0    |            |            |  |  |                   |                   |                   |
| 6             |                            |                            |         | St. Louis Vipers           | 9, 6, 0    |            |            |  |  |                   |                   |                   |
| 3             | San Jose Rhinos            | 4, 8, 2                    |         |                            |            |            |            |  |  |                   |                   |                   |
| 3             | San Jose Rhinos            | 4, 8, 2                    | 3       | San Jose Rhinos            | 1, 6, 0    |            |            |  |  |                   |                   |                   |
|               |                            |                            | 3       | San Jose Rhinos            | 1, 6, 0    |            |            |  |  |                   |                   |                   |
|               | 4                          | Anaheim Bullfrogs          | 9, 5, 2 |                            |            |            |            |  |  |                   |                   |                   |
| 5             | 4                          | Anaheim Bullfrogs          | 9, 5, 2 | Los Angeles Blades         | 2, 5, 0    |            |            |  |  |                   |                   |                   |
| 5             |                            |                            |         | Los Angeles Blades         | 2, 5, 0    |            |            |  |  |                   |                   |                   |
| 4             | Anaheim Bullfrogs          | 7, 2, 1                    |         |                            |            |            |            |  |  |                   |                   |                   |

### Murphy-Cup-Sieger
| Murphy-Cup-Sieger Anaheim Bullfrogs | Torhüter: David Goverde, Rob Laurie Verteidiger: Joe Cook, Jakub Ficenec, Derry Menard, Tom Menicci, Chad Nelson, Chris Newans, Darren Perkins, Kurt Seher, Bob Woods Angreifer: Hugo Bélanger, Jim Bermingham, Ray Edwards, Victor Gervais, Rick Judson, Greg Lakovic, B. J. MacPherson, Doug McCarthy, Glen Metropolit, Glenn Stewart, Mark Stitt, Brent Thurston, Todd Wetzel, Sean Whyte, Marty Yewchuk |